# Ritratto di dama (De Predis)
Ritratto di dama è un dipinto a tempera e olio su tavola attribuito al pittore leonardesco Giovanni Ambrogio De Predis. L'opera si trova nella sala 1 della Biblioteca Ambrosiana di Milano.

## Storia e descrizione

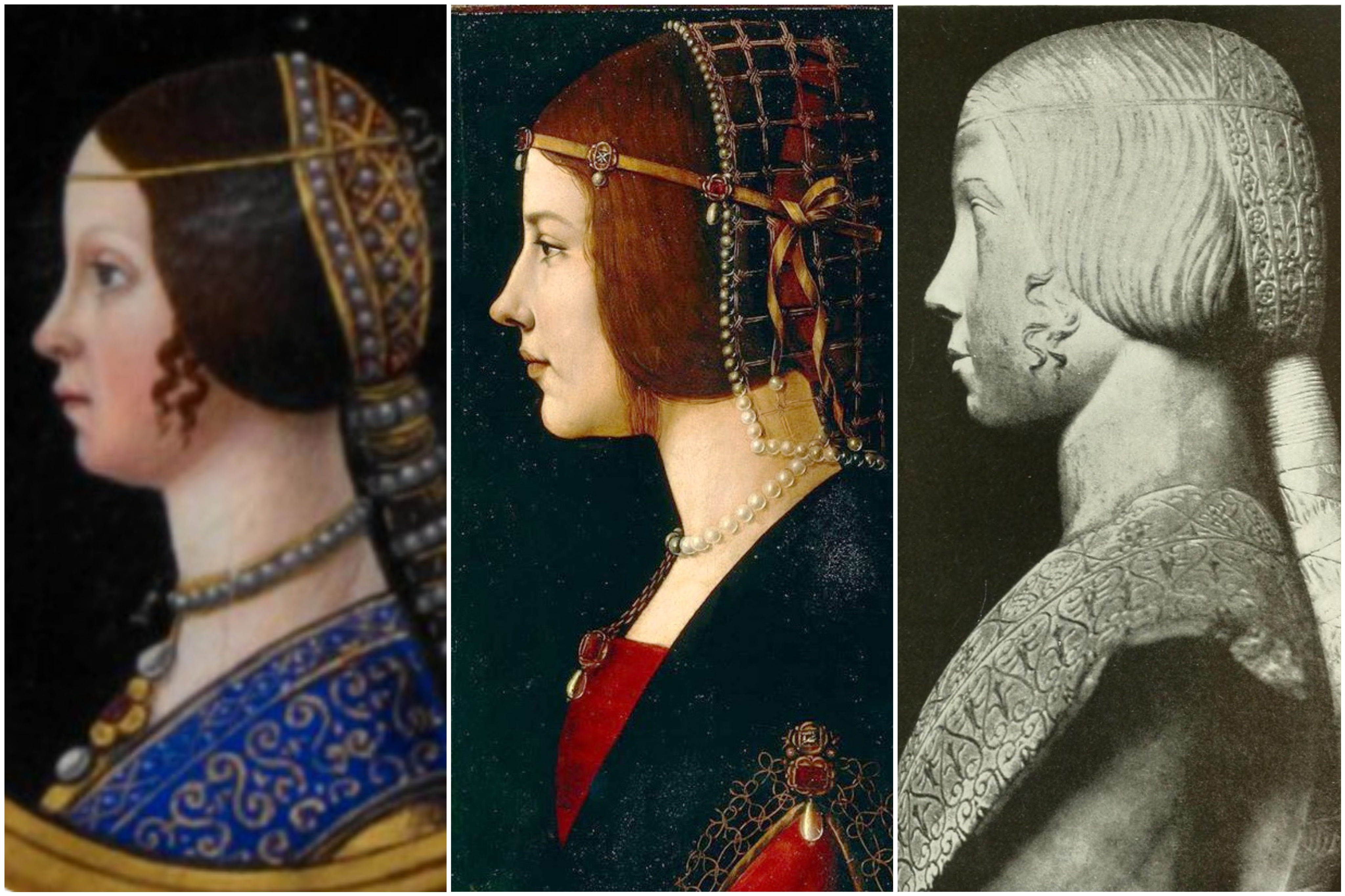
Comparazione con due ritratti certi di Beatrice d'Este

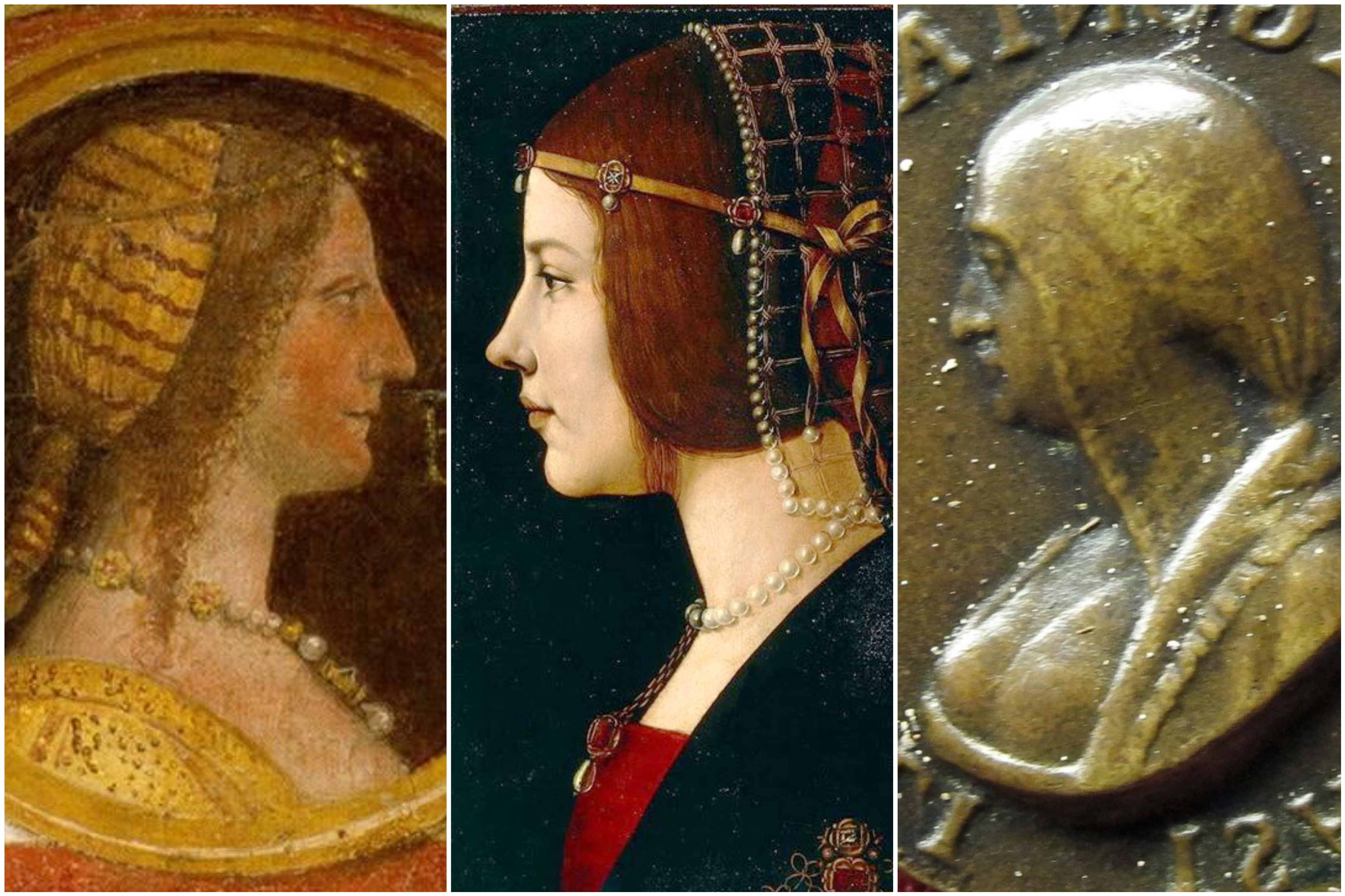
Comparazione con due ritratti certi di Isabella d'Aragona: spicca l'imponente naso sforzesco, in contrasto con la lieve gobbetta della dama dell'Ambrosiana

Inizialmente era ritenuta di mano di Leonardo da Vinci e associata al suo Ritratto di musico, custodito nello stesso museo. Il cardinale Federico Borromeo, nel donare la sua “quadreria” (la vasta raccolta d'arte figurativa da lui posseduta) alla Pinacoteca Ambrosiana, vi incluse il ritratto facendone testualmente menzione come “Ritratto d'una Duchessa di Milano dal mezzo in su, di mano di Leonardo” (con tale titolo compare nel documento “Notai Arcivescovili, filza 138, atto 39, ASMI"). Longhi lo attribuì a Lorenzo Costa, mentre Morelli lo riconobbe nella descrizione di un ritratto di De Predis lasciata da Marcantonio Michiel. Quest'ultima ipotesi è stata confermata da un restauro, durante il quale si sono trovate similitudini nella preparazione della tavola con quella di altri dipinti di De Predis.
L'identità della donna ritratta è tuttora ignota; sicuramente doveva trattarsi di una figura connessa alla corte del duca di Milano dell'epoca, Ludovico Sforza. Il dipinto era tradizionalmente noto come Ritratto di Beatrice d'Este, moglie di Ludovico. In seguito fu proposta (da Morelli) Bianca Maria o sua sorella Anna Maria, nipoti di Ludovico, in quanto figlie del fratello Galeazzo Maria; oppure ancora (da Julia Cartwright) Bianca Giovanna, o infine Cecilia Gallerani, rispettivamente figlia naturale e amante di Ludovico. 
Per lo più i critici hanno ipotizzato che la donna raffigurata sia effettivamente Beatrice d'Este; tuttavia la fisionomia della dama è assai dissimile, ad esempio, dal celebre ritratto di profilo della Pala Sforzesca di Brera e dalla statua funebre di Beatrice opera di Cristoforo Solari nella Certosa di Pavia, per citare due opere che consentono un raffronto certo. 
Nel 2017 un accurato studio di Carla Glori, basato su numerosi indizi ricavati da una comparazione con i ritratti delle spose degli Sforza e in particolare con i gioielli indossati, la ha identificata con Isabella d'Aragona (consorte di Gian Galeazzo Maria) nel suo ritratto nuziale (1490 circa), ma anche in questo caso i lineamenti assai diversi di Isabella distolgono decisamente da questa idea: Gulio Carotti ammonisce che "non si può neppur pronunciare il nome di Isabella d'Aragona" dal momento che le fattezze del dipinto - se confrontate a quelle della medaglia raffigurante con certezza Isabella - sono di tutt'altra persona.
La critica propende oggi per l'identificazione con Anna Maria Sforza, che fu in effetti descritta come una bellissima fanciulla.